# 우만동시외버스정류장
우만동시외버스정류장은 경기도 수원시 팔달구 우만동에 위치한 시외버스 정류장이다.
창룡대로 변에 있으며 "월드컵경기장입구.우만아파트주공3단지" 정류장에서 승차할 수 있다.

## 운행 노선
주로 수원종합버스터미널에서 출발하는 강원도 방면 시외버스 노선이 이 곳을 정차한다. 수원 출발 기준 약 10~20분 뒤에 이 곳에 도착한다.
| 방면        | 행선지                                             |
| ----------- | -------------------------------------------------- |
| 수도권 방면 | 양평                                               |
| 강원권 방면 | 강릉, 춘천, 원주, 태백, 고한사북, 속초, 양양, 홍천 |
| 충청권 방면 | 생극, 음성, 제천, 증평, 진천, 충북혁신도시, 충주   |
| 영남권 방면 | 점촌                                               |

## 특이사항
- 하차장 위치는 승차장에서 서쪽으로 약 200m 떨어진 곳에 위치한 세븐일레븐 앞 "우만주공4단지" 정류장이다. 여기서 수원종합버스터미널 방면 승객은 승차할 수 없기 때문에 수원역 방면으로 가고자 할 경우 수원시의 시내버스를 이용해야 한다.
- 매표소가 없으므로 현금을 이용해 승차하거나 교통카드를 이용해 승차할 수 있다. 현금으로 승차할 경우 근처에 잔돈을 교환할 만한 곳이 없으므로 필히 잔돈을 준비해야 한다.
- 2018년 6월 발권기가 설치되어 현장 발권이 가능하나 수원터미널 출발 5분 전까지만 발권 가능하다. 이후에는 현금으로 승차하여야 한다.